# Poesía arraigada
La poesía arraigada fue un movimiento clasicista surgido en la poesía lírica española a partir de 1940, dentro de la llamada Primera generación de posguerra, de estética y temas opuestos a otra corriente, la poesía desarraigada. Ambas eran las corrientes líricas mayoritarias entonces, pero también existían otras menores como el postismo y el grupo Cántico de Córdoba. 

## Historia
La denominación partió del crítico y poeta Dámaso Alonso, quien se incluía como crítico en la Generación del 27 y como poeta dentro del movimiento opuesto a este, la poesía desarraigada. La Guerra Civil (1936-1939) había causado que España se dividiera en dos (los vencidos y los vencedores). De la parte de los vencedores (triunfo del general Francisco Franco) nació este tipo de poesía, de formas tradicionales y búsqueda del equilibrio.
Según Dámaso Alonso, se expresa "con una luminosa y reglada creencia en la organización de la realidad". Sale de la guerra con un afán optimista de claridad, de perfección, de orden. En puras formas clásicas encierran una visión del mundo coherente, ordenada y serena (hasta las tristezas se expresan con serenidad y limpidez). Los temas principales son el amor, la familia, la religión, el paisaje, la belleza... Sus autores guardan una visión iluminada y supuestamente coherente y ordenada del mundo. Un grupo de poetas dentro de ella se autodenomina "juventud creadora", agrupado en torno a la revista Garcilaso de 1943, mostrándose contrario a cualquier enfoque negativo o existencial del resto de la poesía en la época.
Se agruparon en torno a dos revistas: Escorial (1940) reunió a diversos poetas falangistas o asociados al falangismo: Dionisio Ridruejo, Luis Rosales, Leopoldo Panero, Luis Felipe Vivanco y el prosista y ensayista Pedro Laín Entralgo; más tarde nacerá la revista Garcilaso (1943) fundada por el poeta José García Nieto, cuyo propósito principal fue centrarse en torno a la figura del poeta-soldado como ideal político, ya que su centenario en 1936 había quedado destruido y olvidado por la guerra. Además, utiliza una expresión humanizada y defiende el sentido de la contención y el equilibrio; por esta revista los autores de poesía arraigada son llamados también garcilasistas; Garcilaso de la Vega representaba para ellos un periodo en el que, tras la guerra, se buscaba la serenidad y la paz en la naturaleza y en los valores eternos. Esta serenidad la encuentran en otros poetas clásicos del siglo XVI, cuyo estrofismo reproducen: sonetos, tercetos... Sus temas se apoyan en sentimientos religiosos, en el amor, la belleza de la vida... Así, por ejemplo, José García Nieto en su soneto "El Hacedor":

Entra en la playa de oro el mar y llena / la cárcava que un hombre antes, tendido, / hizo con su sosiego. El mar se ha ido / y se ha quedado, niño, entre la arena. / Así es este eslabón de tu cadena / que como el mar me has dado. Y te has partido / luego, Señor. Mi huella te ha servido / para darle ocasión a la azucena. / Miro el agua. Me copia, me recuerda. / No me dejes, Señor; que no me pierda, / que no me sienta dios, y a Ti lejano... / Fuimos hombre y mujer, pena con pena, / eterno barro, arena contra arena, / y sólo Tú la poderosa mano.

## Nómina
Destacan varios autores que sufrirán un desengaño de dicho mundo, tales como Dionisio Ridruejo, Leopoldo Panero o Luis Rosales. Este último especialmente, con su giro completo hacia una poesía más existencialista, con La casa encendida (1949), conjunto de largos poemas en versículos con un lenguaje personalísimo, redescubierto recientemente como una de las grandes obras de la poesía de posguerra. Otros nombres importantes fueron Luis Felipe Vivanco, Rafael Morales y José García Nieto.
El movimiento contrario a este tipo de poesía fue la poesía desarraigada que expresaba un sentimiento de angustia ante la vida, y destacan Blas de Otero y Dámaso Alonso.

## Características
- Las formas estróficas preferidas son las clásicas: sonetos, tercetos…
- Los temas principales son los clásicos de la poesía de todos los tiempos: el amor, el  paisaje, las cosas bellas, etc.
- El tema de Dios como protector del hombre y fuente de la perfección, paz y orden del mundo.
- Prevalece la ausencia de compromiso social y distanciamiento de la realidad.
- Alabanza de los valores tradicionales y eternos.
- Reconciliación con la actualidad.